# Vojnice (Volenice)
Vojnice jsou malá vesnice, část obce Volenice v okrese Strakonice v Jihočeském kraji. Nachází se asi 3,5 kilometru jihozápadně od Volenic. Vesnicí protéká Vojnický potok. Je zde evidováno 34 adres. V roce 2011 zde trvale žilo čtrnáct obyvatel.
Vojnice jsou také název katastrálního území o rozloze 4,35 km². Vojnice s ostatními částmi obce Volenice územně nesouvisejí; oddělují je katastrální území Krejnice a Škůdra.

## Historie
První písemná zmínka o vesnici pochází z roku 1384, kdy byla majetkem řádu johanitů ze Strakonic.

## Obyvatelstvo
| Rok            | 1869 | 1880 | 1890 | 1900 | 1910 | 1921 | 1930 | 1950 | 1961 | 1970 | 1980 | 1991 | 2001 | 2011 | 2021 |
| -------------- | ---- | ---- | ---- | ---- | ---- | ---- | ---- | ---- | ---- | ---- | ---- | ---- | ---- | ---- | ---- |
| Počet obyvatel | 270  | 280  | 236  | 227  | 201  | 218  | 197  | 139  | 122  | 77   | 63   | 39   | 28   | 14   | 15   |
| Počet domů     | 35   | 36   | 35   | 34   | 35   | 33   | 34   | 37   | 33   | 26   | 18   | 24   | 31   | 31   | 33   |

## Obecní správa
Při sčítání lidu v letech 1850–1960 Vojnice byly samostatnou obcí v okrese Strakonice. V letech 1961–1973 byly částí obce Krejnice v okrese Strakonice. Od 1. ledna 1974 jsou částí obce Volenice v okrese Strakonice. Poté se Krejnice opět osamostatnily, ale Vojnice již zůstaly součástí Volenic.

## Pamětihodnosti

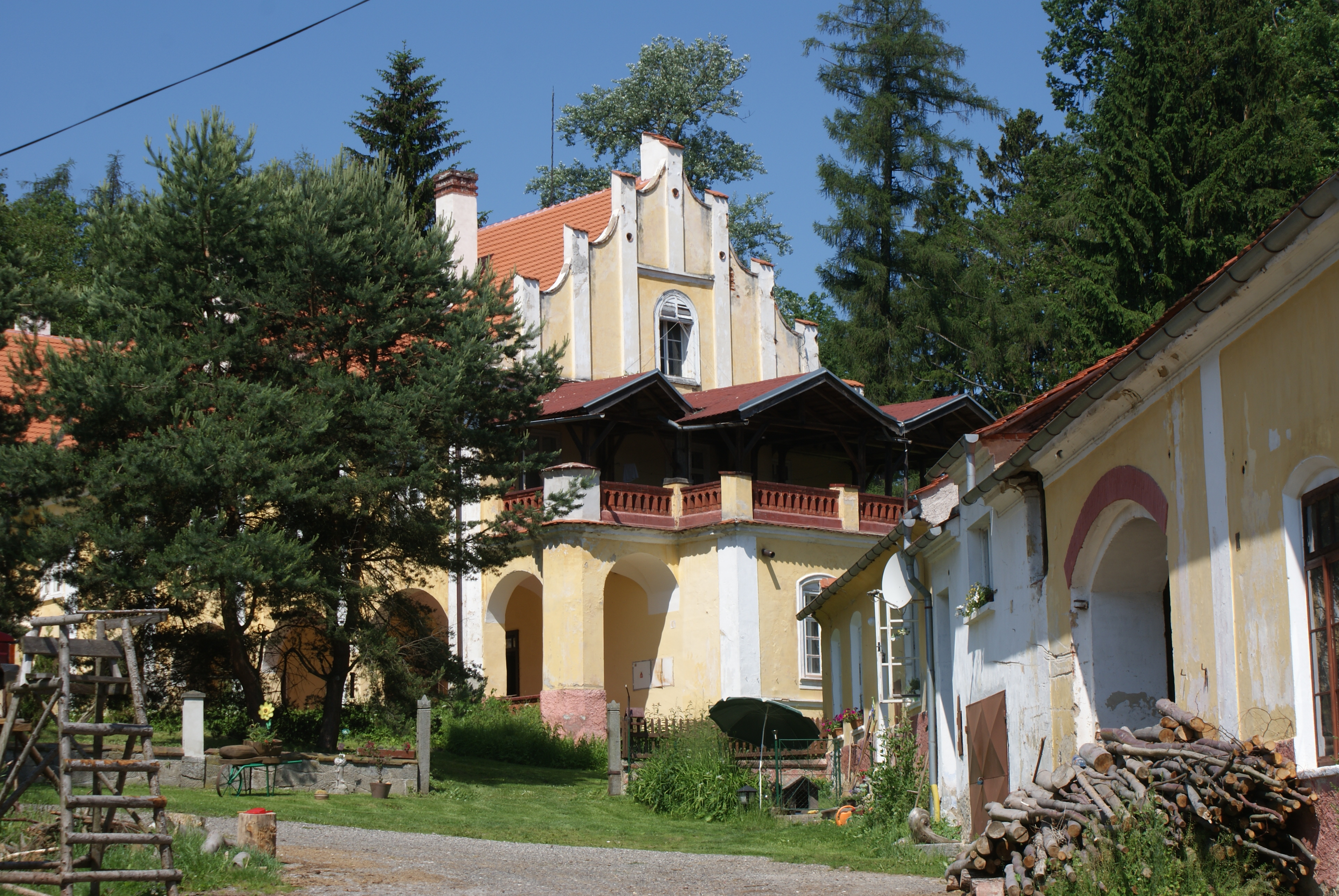
Zámek

- Kostel Navštívení Panny Marie s kaplí svatého Martina stojí na návrší severně od vesnice. Je to trojlodní, zevně raně barokní stavba s polygonálním presbytářem, podle nápisu s letopočtem na klenbě byla postavena roku 1687, s kaplí po jižní straně a předsíní na severní straně. Hlavní oltář je portálový, s novodobým obrazem Navštívení Panny Marie, barokní obraz je přesunut na severní stranu presbytáře. Další postranní oltář je také barokní, z roku 1721, zasvěcený svaté Barboře, s obrauem svatého Dominika v nástavci.
- Výklenková kaple svatého Jana Nepomuckého se sochou světce z první poloviny 19. století
- Vojnický zámek[10] je původem tvrz, na které se roku 1413 připomíná Petr z Ojnic, od roku 1507 ji držel Jindřich Sádlo z Kladrubce. Jeho potomku Václavu Sádlovi byla roku 1520 tvrz vypálena z trestu za spojenectví s bandou lupičů Zdeňka Malovce. Jindřich Sádlo tvrz opravil a spolu s vesnicí a dvorem roku 1543 prodal Adamovi Kocovi z Dobrše. Ten zboží připojil ke svému statku Ohrazenice. Po roce 1600 tento statek koupil Jan Kašpar Vojslav Branišovský z Branišova (†1663). Jeho potomek Václav Markvart Vojslav stavbu rozšířil na zámek a roku 1687 dal postavit barokní kostel. Jeho syn Václav Markvart z Branišova byl roku 1698 zavražděn svými poddanými na cestě blízko Práchně. Následujícím majitelem byl Bernard Deym ze Stříteže, který prodal panství ovdovělé Markétě z Běšin, rozené Varlejchové z Bubna. Pro nedoplatek se zboží dostalo do dražby, v níž je koupila kněžna Marie Karolína Löwenstein-Wertheim, která roku 1796 celé panství postoupila svému synovi z prvního manželství Janu Bernardu z Rummerskirchu. Ten roku 1802 zámek prodal Kryštofovi a Žofii Villanyům. Dále se majitelé zámku střídali, až jej koupil technický ředitel Škodových závodů Franz Wellner (1840-1921)[11]. Dal stavbu opravit do dochované stylové podoby a upravit přilehlý park. Zámek zůstal v soukromém vlastnictví potomků rodiny.

Zámek je jednopatrová dvoukřídlá budova se sedlovou střechou. Západní křídlo je ve zdivu dochováno z tvrze, zejména arkády a klenutý sál v jižním traktu přízemí. Arkády prvního patra byly zazděny.

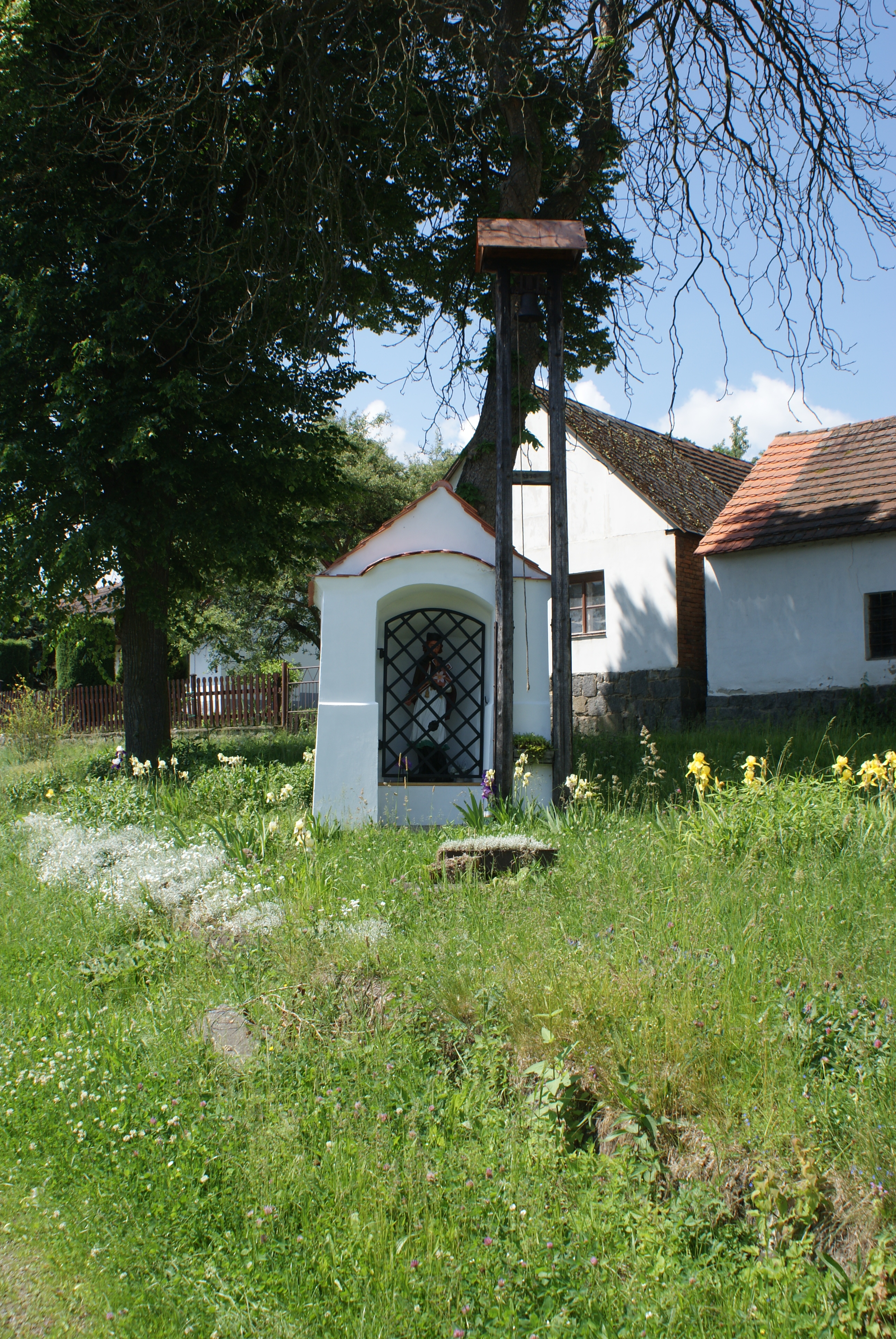
Výklenková kaple svatého Jana Nepomuckého